# جوکوویتسه
جوکوویتسه (به لهستانی:  Dziewkowice) یک روستا در لهستان است که در گمینا ستژلتسه اوپولسکیه واقع شده‌است.